# Labaroche
Labaroche é uma comuna francesa na região administrativa de Grande Leste, no departamento Alto Reno. Estende-se por uma área de 13,41 km². Em 2010 a comuna tinha 2 215 habitantes (densidade: 165,2 hab./km²).